# 斑䳍属
，是䳍形目䳍科的一属。该属鸟类栖息在南美洲西部，特别是安第斯山脉地区的灌木丛、草地和开阔的林地。它们极少飞行，大部分时间都在地面上度过。主要食物来源包括植物种子和昆虫。它们在地面上筑巢，卵大而有光泽。当潜在的捕食者在附近时，它们会用羽毛将自己的卵遮盖起来。